# Renij
Renij je kemični element s simbolom Re in atomskim številom 75. To je srebrno siva, težka, prehodna kovina vrste tri v skupini 7 periodnega sistema. Z ocenjeno povprečno koncentracijo 1 del na milijardo (ppb) je renij eden najredkejših elementov v zemeljski skorji. Renij ima tališče 3.186 °C, tretje najvišje tališče med stabilnimi elementi, in drugo najvišje vrelišče 5.630 °C. Renij je kemično podoben manganu in tehneciju in se pridobiva predvsem kot stranski produkt pri obdelavi molibdenove in bakrove rude. Renij v svojih spojinah kaže širok spekter oksidacijskih stopenj, ki se gibljejo od -1 do +7.
Renij so odkrili leta 1908, bil  je predzadnji odkriti element (zadnji je bil hafnij). Ime je dobil po reki Ren.
Nikljeve superzlitine renija se uporabljajo za zgorevalne komore, turbinske lopatice in izpušne šobe reaktivnih motorjev. Te zlitine vsebujejo do 6% renija, zaradi česar je konstrukcija reaktivnih motorjev največja posamezna uporaba tega elementa. Druga najpomembnejša uporaba je kot katalizator: renij je odličen katalizator za hidrogeniranje in izomerizacijo in se uporablja na primer pri katalitskem preoblikovanju nafte v bencin. Zaradi nizke razpoložljivosti glede na povpraševanje je renij drag - v letih 2008/2009 je cena dosegla najvišjo vrednost v višini 10.600 ameriških dolarjev za kilogram (4.800 ameriških dolarjev za funt). Zaradi povečanja recikliranja renija in upada povpraševanja po reniju v katalizatorjih je cena renija julija 2018 padla na 2.844 ameriških dolarjev za kilogram (1.290 ameriških dolarjev za funt). 

## Zgodovina
Renij ( latinsko Rhenus   kar pomeni - reka - "Ren")  je bil predzadnji odkriti element, ki ima stabilen izotop (drugi novi elementi, ki so jih odkrili v naravi potem, na primer francij, so radioaktivni).  Obstoj še neodkritega elementa na tem mestu v periodnem sistemu je prvi napovedal Dimitrij Mendelejev,. Druge izračunane podatke je zanj leta 1914 zbral Henry Moseley  Leta 1908 je japonski kemik Masataka Ogawa sporočil, da je odkril 43. element in ga poimenoval nipponium (Np) po Japonskem (v japonščini Nippon). Nedavna analiza pokazala prisotnost renija (element 75), ne elementa 43,  čeprav je Eric Scerri to ponovno interpretacijo postavil pod vprašaj.  Simbol Np je bil kasneje uporabljen za element neptunij, ime "nihonij", imenovan tudi po Japonski, skupaj s simbolom Nh pa pozneje za element 113, ki ga je odkrila skupina japonskih znanstvenikov in ga imenovbala kot znak spoštovanja za delo Ogawe. 
Na splošno velja, da so renij odkrili Walter Noddack, Ida Noddack in Otto Berg v Nemčiji,. Leta 1925 so objavili odkritje elementa v platinski rudi in v mineralnem kolumbitu,. Renij so našli tudi v gadolinitu in molibdenitu,.  Leta 1928 so iz 660 kilogramov molibdenita ekstrahirali 1 g renija.  Leta 1968 so ocenili, da se 75% kovine renija v ZDA uporablja za raziskave in razvoj ognjevzdržnih kovinskih zlitin. Minilo je potem še nekaj let, preden so se superzlitine začele pogosto uporabljati.  

## Značilnosti
Renij je srebrno bela kovina z enim najvišjih tališč med elementi; višji je  kot sta tališči volframa in ogljika. Ima tudi eno najvišjih vrelišč vseh elementov in najvišje med stabilnimi elementi. Je tudi ena najgostejših, presegajo ga le platina, iridij in osmij. Renij ima šesterokotno tesno kristalno (HCP) strukturo s parametri rešetke a = 276.1 pm in c = 445,6 pm. 
Za komercialne namene je običajno v obliki prahu, vendar ga je mogoče utrditi s stiskanjem in sintranjem v vakuumu ali vodikovi atmosferi. Ta postopek daje kompaktno trdno snov z gostoto nad 90% gostote kovine. Enkrat popuščena je ta kovina je zelo gnetljiva in se lahko krivi, navija ali zvija.  Zlitine renija in molibdena so superprevodne pri 10 K; tudi volframove-renijeve zlitine so superprevodne  okoli 4–8 K, odvisno od zlitine. Superprevodniki kovinski renij je superprevoden pri 1697±0006  
V razsutem stanju in pri sobni temperaturi in atmosferskem tlaku se element upira alkalijam, žveplovi kislini, klorovodikovi kislini, razredčeni (vendar ne koncentrirani) dušikovi kislini in zlatotopki.

### Pojavnost
Renij je eden najredkejših elementov v zemeljski skorji s povprečno koncentracijo 1 ppb;  drugi viri navajajo število 0,5 ppb, renij je 77. najpogostejši element v zemeljski skorji.  Renija v naravi verjetno ni mogoče najti v nativnem stanju (možno je, venar dokaza za to ni),  v  glavnem komercialnem viru renija, v mineralu molibdenitu (ki je predvsem molibden disulfid) se pojavlja v količinah do 0,2%  čeprav posamezni vzorci ugotovljeno vsebujejo do 1,88%.  Čile ima največje zaloge renija na svetu, na delihnahajališč bakrene rude, in je od leta 2005 dalje vodilni proizvajalec.  Šele pred kratkim so našli in opisali prvi mineral renija (leta 1994), mineral renijevega sulfida (ReS2), ki se kondenzira iz fumarole na vulkanu Kudriavy na otoku Iturup na Kurilskih otokih,.  Kudriavy izloča do 20–60 kg renija na leto,večinoma v obliki renijevega disulfida.   Ta redek mineral, imenovan reniit, med zbiralci zahteva visoke cene. 

## Proizvodnja
Komercialni renij se pridobiva iz molibdenovega dimnega plina, ki nastaja pri praženju bakrove sulfidne rude. Nekatere rude molibdena vsebujejo 0,001% do 0,2% renija.  Renijev (VII) oksid in perrenska kislina se zlahka raztopita v vodi; izlužita se iz dimnih prahov in plinov ter obarjata s kalijevim ali amonijevim kloridom v obliki perrenatnih soli, ki se očistijo s prekristalizacijo,.   Kovinska oblika elementa se pridobiva z redukcijo amonijevega perrenata z vodikom pri visokih temperaturah: 
2 NH4ReO4 + 7 H2 → 2 Re + 8 H2O + 2 NH3
Skupna svetovna proizvodnja znaša med 40 in 50 ton na leto; glavni proizvajalci so v Čilu, ZDA, Peruju in na Poljskem.  Recikliranje uporabljenega Pt-Re katalizatorja in posebnih zlitin omogoča letno pridobiti dodatnih 10 ton. Cene kovin so se v začetku leta 2008 hitro povišale, in sicer s 1000–2000 USD na kg v letih 2003–2006 na več kot 10 000 USD februarja 2008.  

## Uporabe
Renij se dodaja visokotemperaturnim superzlitinam, ki se uporabljajo v proizvodnji  reaktivnih motorjev, za kar gre 70% svetovne proizvodnje renija.  Druga pomembna uporaba je v platinsko-renijevih katalizatorjih, ki se v glavnem uporabljajo za izdelavo visokooktanskega neosvinčenega bencina. 

### Zlitine
Superzlitine na osnovi niklja so z dodatkom renija izboljšale trdnost pri lezenju. Zlitine običajno vsebujejo 3% ali 6% renija.  Zlitine druge generacije vsebujejo 3%; te zlitine so se uporabljale v motorjih za F-15 in F-16, medtem ko novejše monokristalne zlitine tretje generacije vsebujejo 6% renija; uporabljajo se v motorjih F-22 in F-35.  Renij se uporablja tudi v super zlitinah, kot sta CMSX-4 (2. generacija) in CMSX-10 (3. generacija), ki se uporabljajo v industrijskih plinskih turbinskih motorjih, kot je GE 7FA. Renij lahko povzroči, da mikrostruktura superzlitine postane nestabilna in ustvarja nezaželene faze TCP (topološko tesno zapakirane). Da bi se temu učinku izognili, se v superzlitinah 4. in 5. generacije uporablja rutenij. Med drugim sta novi superzlitini EPM-102 (s 3% Ru) in TMS-162 (s 6% Ru),  ter TMS-138  in TMS-174.  
Za leto 2006 je poraba znašala 28% za General Electric, 28% Rolls-Royce plc in 12% Pratt & Whitney, vse za superzlitine, pri tem uporaba katalizatorjev predstavlja le 14%, preostale aplikacije pa 18%.  Leta 2006 je bilo 77% renija v ZDA bilo porabljeno za  zlitine.  Zaradi naraščajočega povpraševanja po vojaških reaktivnih motorjih in stalne ponudbe je bilo treba razviti superzlitine z nižjo vsebnostjo renija. Tako bodo novejše lopatice za  visokotlačne turbine (HPT)  CFM International CFM56 uporabljale Rene N515 z vsebnostjo renija 1,5% namesto Rene N5 s 3%.  
Renij izboljšuje lastnosti volframa,. Volframove-renijeve zlitine so pri nizkih temperaturah bolj kovljive, kar omogoča lažjo obdelavo. Izboljšana je tudi stabilnost pri visokih temperaturah. Učinek se poveča s koncentracijo renija, zato se volframove zlitine izdelujejo do 27% Re, kjer je meja topnosti.  Volframovo-renijeva žica je bila prvotno razvita za to, da bi bila po rekristalizaciji bolj žilava. Tako lahko žica doseže specifične cilje učinkovitosti, vključno z izjemno odpornostjo na vibracije, izboljšano plastičnostjo in večjo upornostjo.  Ena uporaba zlitin volframa in renija je rentgenski vir. Visoko tališče obeh elementov skupaj z visoko atomsko maso omogoča stabilnost pred podaljšanim vplivom elektronov.  Zlitine renijevega volframa se uporabljajo tudi kot termočleni za merjenje temperatur do 2200 ° C. 
Visokotemperaturna stabilnost, nizek parni tlak, dobra odpornost proti obrabi in sposobnost vzdržati obločno korozijo renija so koristni pri samodejnem čiščenju električnih kontaktov. Konkretno, preboj, do katerega pridei med električnim preklopom, oksidira kontakte. Vendar ima renijev oksid Re2O7 slabo stabilnost (sublimira pri ~ 360 ° C) in se zato med praznjenjem odstrani. 
Renij ima visoko tališče in nizek parni tlak, podobno kot tantal in volfram. Zato imajo renijeve nitke večjo stabilnost, če filament ne deluje v vakuumu, temveč v atmosferi, ki vsebuje kisik.  Te žarilne nitke se pogosto uporabljajo v masnih spektrometrih, ionskih merilnikih  in žarnicah za fotobliskovice v fotografiji,. 

### Katalizatorji
Renij v obliki renijevo-platinske zlitine se uporablja kot katalizator za katalitsko preoblikovanje, ki je kemični postopek v rafinerijah za pretvorbo nafte z nizko oktansko vsebnostjo v visokooktanske tekoče izdelke. Po vsem svetu 30% katalizatorjev, uporabljenih za ta postopek, vsebuje renij.  Metateza olefina je druga reakcija, pri kateri se renij uporablja kot katalizator. Za ta postopek se običajno uporablja Re2O7 na glinici.  Renijevi katalizatorji so zelo odporni na kemične zastrupitve z dušikom, žveplom in fosforjem, zato se uporabljajo pri nekaterih vrstah reakcij hidrogeniranja.  
Izotopi 188Re in 186Re so radioaktivni in se uporabljajo za zdravljenje raka jeter,. Oba imata podobno globino prodiranja v tkivo (5 mm za 186Re in 11 mm za 188Re), vendar ima 186Re prednost zaradi daljše življenjske dobe (90 ur v primerjavi s 17 urami).  
188Re se eksperimentalno uporablja tudi pri novi metodi zdravljenja raka trebušne slinavke, kjer se dovaja z bakterijo Listeria monocytogenes,.  Izotop 188Re se uporablja tudi za terapijo raka kože, Izotop se uporabllja kot  beta sevalec za brahiterapijo pri zdravljenju karcinoma bazalnih celic in ploščatoceličnega karcinoma kože. 
Glede na značilnosti periodičnega sistema ima renij podobno kemijo kot tehnecij ; postopke za sidranje renija na ciljne spojine je pogosto mogoče uporabiti tehnecij. To je koristno za radiofarmacijo, kjer je težko delati s tehnecijem - zlasti z izotopom 99m, ki se uporablja v medicini - zaradi njegovih stroškov in kratkega razpolovnega časa. 

## Previdnostni ukrepi
O strupenosti renija in njegovih spojin je zelo malo znanega, ker se uporabljajo v zelo majhnih količinah. Topne soli, kot so renijevi halogenidi ali perrenati, so lahko nevarne zaradi elementov, ki niso renij, ali zaradi samega renija.  Le nekaj spojin renija je bilo preizkušenih glede njihove akutne toksičnosti; dva primera sta kalijev perrenat in renijev triklorid, ki so ju vbrizgali podganam  kot raztopino. Perrenat imela LD50 2800 mg / kg po sedmih dneh (to je zelo nizka toksičnost, podobno kot pri kuhinjski soli) in renijev triklorid je pokazal LD50 od 280 mg / kg. 